# 安擬集團
安擬集團（Animoca Brands）是一家Web3行業的公司，致力推動數碼資產普及應用。它是由蕭逸于2014年1月成立的，曾在澳大利亞證券交易所上市。它是元宇宙遊戲平台The Sandbox的母企，在2021年5月完成約8千8百萬美元融資，估值達至 10 億美元。 安擬集團於2022年全面變更管理層 擴展人手新增大量web3工作機會 並進軍貼上「操縱市場」標籤的「造市商」服務
安擬集團在2023年獲沙特阿拉伯新未來城投資5000萬美元研發Web3項目。它與渣打銀行（香港）和香港電訊共同參與香港金融管理局的穩定幣發行人「沙盒」。

## 外部連結
- 安擬集團官網（页面存档备份，存于）

## 引用
1. ↑  經濟通, etnet. . etnet 經濟通.   [2024-07-20] （中文（繁體））.
2. ↑  . 信報. 2015-01-29  [2018-11-23]. （原始内容存档于2018-11-23）.
3. ↑  香港經濟日報HKET. . 香港經濟日報HKET.   [2024-07-20] （中文（繁體））.
4. ↑  毛詠琪, 伍振中. . 香港01. 2021-06-13  [2024-07-20]. （原始内容存档于2023-02-26） （中文（香港））.
5. ↑  Chong, Eric. . PCM. 2021-05-15  [2024-07-20] （中文（香港））.
6. ↑  . 星島頭條. 2021-05-14  [2024-07-20]. （原始内容存档于2024-07-26） （中文（香港））.
7. ↑  . animocabrands. （原始内容存档于2024-08-01） （英语）.
8. ↑  . animocabrands. （原始内容存档于2024-03-03） （英语）.
9. ↑  .   [2024-08-01]. （原始内容存档于2024-08-01）.
10. ↑  . 動區動趨-最具影響力的區塊鏈新聞媒體. 2023-10-28. （原始内容存档于2024-08-01） （中文（臺灣））.
11. ↑  毛詠琪. . 香港01. 2024-04-20  [2024-07-20]. （原始内容存档于2024-07-26） （中文（香港））.
12. ↑  香港金融管理局. . 香港金融管理局.   [2024-07-20]. （原始内容存档于2024-07-25） （中文（香港））.
13. ↑  . 經濟導報-香港歷史最悠久的中文財經雜誌.   [2024-07-20] （中文（香港））.
14. ↑  . 明報新聞網 - 每日明報 daily news.   [2024-07-20]. （原始内容存档于2024-07-26） （中文（繁體））.